# Метилдихлороарсин
Мети́лдихло́роарси́н — арсенорганічна сполука складу CH3AsCl2. Має токсичну дію на шкіру та органи дихання. У період Першої світової війни застосовувався збройними силами Третього Рейху як отруйна речовина шкірно-наривної дії. У контексті військового застосування має позначення MD.

## Фізичні властивості
Метилдихлороарсин — це безбарвна рухлива рідина, що не димить на повітрі. Він добре розчиняється в органічних розчинниках. Розчиняючись у воді, зазнає гідролізу.
Леткість метилдихлороарсину — 74,9 мг-хв/м³ при 20 °C.

## Отримання

### Історичні методи
Вперше метилдихлороарсин був синтезований у 1858 році А. Беєром за двома різними методами: шляхом розкладання трихлорокакодилу за температури 40—50 °C
{\displaystyle \mathrm {(CH_{3})_{2}AsCl_{3}\ {\xrightarrow {40-50^{o}C}}\ CH_{3}AsCl_{2}+CCH_{3}Cl} }
та дією хлороводню на какодилову кислоту:
{\displaystyle \mathrm {(CH_{3})_{2}HAsO_{2}+3HCl\longrightarrow CH_{3}AsCl_{2}+CH_{3}Cl+2H_{2}O} }
Він також може бути отриманий хлоруванням диметиларсину:
{\displaystyle \mathrm {(CH_{3})_{2}AsH+2Cl_{2}\longrightarrow CH_{3}AsCl_{2}+CH_{3}+HCl} }
У 1906 році був запропонований метод отримання дією на метиларсенатну кислоту трихлоридом фосфору, який виступає одночасно і відновником, і хлорувальним агентом:
{\displaystyle \mathrm {(CH_{3})H_{2}AsO_{3}\longrightarrow CH_{3}AsCl_{2}+HPO_{3}+HCl} }

### Лабораторні методи
Отримання у лабораторних умовах можливе шляхом реакції Маєра диметилсульфату із арсенітом натрію, синтезованим in situ. Для цього в колбу місткістю близько 1 л вносять розчин гідроксиду натрію (120 г NaOH та 150 мл води), 100 г оксиду As2O3 і нагрівають суміш на водяній бані (80 °C) до повного розчинення оксиду.
{\displaystyle \mathrm {As_{2}O_{3}+3NaOH\longrightarrow Na_{3}AsO_{3}+3H_{2}O} }
Після цього при активному перемішуванні і без нагрівання поступово додають 64 г диметисульфату. Ця реакція є сильноекзотермічною і швидкість додавання має регулюватися таким чином, щоб температура розчину не перевищувала 85 °C. До колби під'єднують кульковий холодильник і вміст кип'ятять протягом 2 годин, внаслідок чого утворюється натрієва сіль метиларсенатної кислоти:
{\displaystyle \mathrm {Na_{3}AsO_{3}+(CH_{3})_{2}SO_{4}\longrightarrow (CH_{3})Na_{2}AsO_{3}+(CH_{3})NaSO_{4}} }
Суміш охолоджують і пропускають крізь неї газуватий діоксид сірки до насичення (близько 6 годин), після чого кип'ятять протягом 1 години. При цьому на дні колби збирається оліїстий метиларсиноксид, який при охолодженні насичують пропусканням хлороводню:
{\displaystyle \mathrm {(CH_{3})Na_{2}AsO_{3}+SO_{2}\longrightarrow (CH_{3})As{=}O+Na_{2}SO_{4}} }
{\displaystyle \mathrm {(CH_{3})As{=}O+2HCl\longrightarrow CH_{3}AsCl_{2}+H_{2}O} }
Вміст колби переганяють із холодильником Лібіха: спочатку відділяється надлишок хлороводню, а згодом — суміш хлороводню й метилдихлороарсину. Перегонку завершують після припинення утворення оліїстих продуктів. Суміш розділяють ділильною воронкою, а отриманий метилдихлороарсин ще раз переганяють.
Отримання метилдихлороарсину у промислових масштабах здійснюють саме за цим методом.
Також можливий синтез метилдихлороарсину через стадію отримання магнійорганічних сполук, в якому вихідними речовинами слугують галогеноалкани, магній і трихлороарсин. Для цього у колбу вносять 200 мл безводного тетрагідрофурану і 37 г рідкого метилхлориду. Поступово додаючи до суміші магній у кількості 17,8 г, температуру підтримують у діапазоні менше 60 °C (реакція сильноекзотермічна). Після повного додавання реакційну суміш перемішують протягом 5 хвилин та охолоджують на льоду до температури 0 °C.
{\displaystyle \mathrm {CH_{3}Cl+Mg\longrightarrow CH_{3}MgCl} }
По завершенню охолодження у колбу по краплях додають розчин трихлориду арсену в гексані (132 г AsCl3 у 500 мл гексану). Реакційна суміш має активно перемішуватися протягом 2 годин, а її температура залишатися на рівні 0 °C.
{\displaystyle \mathrm {CH_{3}MgCl+AsCl_{3}\longrightarrow CH_{3}AsCl_{2}+MgCl_{2}} }
Після перемішування, для розчинення хлориду магнію, необхідно додати 100 мл холодної води і швидко перемішати суміш протягом 10 хвилин. Отриманий розчин переносять у ділильну воронку і відокремлюють нижній органічний шар, який згодом фільтрують і переганяють у вакуумі для відділення тетрагідрофурану й гексану. У вакуумі метилдихлороарсин переганяється за температури 100 °C. Кінцевий продукт може мати домішки диметилхлороарсину й триметиларсину.

## Хімічні властивості
За своїми хімічними властивостями метилдохлороарсин аналогічний до етилдихлороарсину. У воді він швидко гідролізується до метилзаміщеного арсиноксиду (безбарвних кристалів із запахом асафетиди):
{\displaystyle \mathrm {CH_{3}AsCl_{2}+H_{2}O\longrightarrow CH_{3}{=}O+2HCl} }
При дії лугів він так само розкладається:
{\displaystyle \mathrm {CH_{3}AsCl_{2}+NaOH\longrightarrow CH_{3}As{=}O+2NaCl+H_{2}O} }
У розчинах сірководню метилдихлороарсин здатен хлоруватися до метилтетрахлороарсину, котрий є нестійким і розкладається за 0 °C:
{\displaystyle \mathrm {CH_{3}AsCl_{2}+Cl_{2}\longrightarrow CH_{3}AsCl_{4}\ {\xrightarrow {>0^{o}C}}\ AsCl_{3}+CH_{3}Cl} }
Він окиснюється у метиларсенатну кислоту під дією бромної води:
{\displaystyle \mathrm {CH_{3}AsCl_{2}+H_{2}O\longrightarrow (CH_{3})As{=}O+2HCl} }
{\displaystyle \mathrm {CH_{3}As{=}O+Br_{2}+2H_{2}O\longrightarrow (CH_{3})H_{2}AsO_{3}+2HBr} }
Як і у випадку інших галогенованих арсинів, при дії аміаку утворюється імін:
{\displaystyle \mathrm {CH_{3}AsCl_{2}+3NH_{3}\longrightarrow CH_{3}As{=}NH+2NH_{4}Cl} }
При дії сірководню утворюється метилсульфід:
{\displaystyle \mathrm {CH_{3}AsCl_{2}+H_{2}S\longrightarrow CH_{3}AsS+2HCl} }
В розчинах етерів метилдихлороарсин не взаємодіє з магнієм та цинком, однак за наявності незначної кількості води протікає бурхлива реакція із утворенням полімерного метиларсину (CH3As)x, метану і водню.
У присутності безводного хлориду алюмінію метилдихлороарсин здатен приєднувати ацетилен, утворюючи β-хлоровінільні похідні арсину (CH3)AsCl(CH=CH·Cl) та (CH3)As(CH=CH·Cl)2.

## Токсичність
Метилдихлороарсин має подразнюючу дію на дихальні шляхи. При його вдиханні він діє як отруйна речовина задушливої дії та спричинює бронхопневмонію та набряк легень. Ураження відбувається при його концентрації у повітрі більше 0,1 мг/л (при 15-хвилинній дії), концентрація вище 0,3 мг/л може бути смертельною.
Шкірна дія метилдихлороарсину проявляється не так сильно, як у близькоспорідненого до нього люїзиту. Утворення пухирців на уражених ділянках шкіри відбувається без прихованого періоду. Порогова концентрація, при якій виникає подразнення шкіри, становить 0,1—0,5 мг/см², а утворення пухирців — 3—5 мг/см².